# Biologie cellulaire
Pour l’article homonyme, voir Biologie cellulaire (journal).
La biologie cellulaire (anciennement appelée cytologie) est une discipline scientifique qui étudie les cellules, du point de vue structural et fonctionnel, et les utilise pour des applications en biotechnologie.

## Présentation
Elle s'intéresse à l'écosystème cellulaire, c'est-à-dire à l'équilibre dynamique et autorégulé des fonctions cellulaires, dans un contexte normal ou perturbé. Le champ de la biologie cellulaire concerne une multitude de réactions chimiques coordonnées et de mécanismes fins de régulation entre des millions de constituants micro et nanoscopiques. Ces constituants assurent durablement l'architecture et le fonctionnement de la cellule.
La pratique de la biologie cellulaire implique aussi bien la mise en œuvre de techniques simples, artisanales, que de techniques complexes du point de vue des procédés et des équipements. Selon la nature de l'élément cellulaire étudié (par exemple : ADN, ARN, protéine, complexe protéique, métabolite, organite, membrane…) et selon les fonctions cellulaires analysées (déplacement, métabolisme, morphologie, activité enzymatique, voie de signalisation, santé cellulaire…) différentes techniques sont choisies.
La connaissance grandissante en biologie (en parallèle d'avancées technologiques spectaculaires) associe aujourd'hui, et même parfois confond, les notions de biologie cellulaire et de biologie moléculaire, réunies alors dans l'expression « biologie cellulaire et moléculaire ».

## Histoire
Avant la période de la Renaissance, il était difficile d'imaginer l'existence d'organismes vivants trop petits pour être vus à l’œil nu, ou de croire qu'ils pouvaient porter atteinte à des hôtes de grande taille, tout comme il était difficile d'imaginer que les êtres vivants puissent être composés de cellules. De manière générale, l'existence de microorganismes a été niée jusqu'en 1677 lorsqu'ils furent vus et décrits par Antoni van Leeuwenhoek (1632–1723), un marchand de draps à Delft (Pays-Bas), qui n'avait aucune formation scientifique mais une grande patience et une grande curiosité. Il réussit à obtenir de forts grossissements (X 300) grâce à un microscope simple composé d'une seule petite lentille presque sphérique. Dans ses lettres publiées par The Royal Society of London, il décrivait un tout nouveau monde, auparavant invisible, comprenant des « animalcules » (reconnus maintenant comme bactéries et protozoaires) dont la mobilité montrait qu'ils étaient vivants.
D'autre part, la cellule fut découverte par l'Anglais Robert Hooke (1635-1703) en 1665. Il observa des fines tranches de liège à l'aide d'un simple verre grossissant et remarqua ainsi sa structure en petites. Il nomma ces cases cellula, car elles lui faisaient penser à des cellules de moines. Le terme, à la base latin, donna cell en anglais et cellule en français. Les cellules qu'observa Robert Hooke étaient des cellules mortes et vidées de leur contenu.
| Chercheur                            | Vie                 | Découverte                                                                 | Organisme       | Mot nouveau                           | Année               | Ville               |
| ------------------------------------ | ------------------- | -------------------------------------------------------------------------- | --------------- | ------------------------------------- | ------------------- | ------------------- |
| Robert Brown                         | 1773-1858           | mouvement brownien noyau cellulaire                                        | végétaux        | nucleus                               | 1827 1831           | Londres             |
| Matthias Schleiden                   | 1804-1881           | Théorie cellulaire, division du noyau l'embryon vient d'une cellule        | végétaux        |                                       | 1838                | Iéna                |
| Theodor Schwann                      | 1810-1882           | Théorie cellulaire, division du noyau l'œuf, cellule initiale de l'embryon | animaux         | métabolisme                           | 1837 1839           | Berlin              |
| Karl Bogislaus Reichert              | 1811-1883           | 4 spermatozoïdes pour 1 spermatogonie                                      | nématode        | aster                                 | 1849                | Breslau             |
| Rudolf Virchow                       | 1821-1902           | omnis cellula e cellula                                                    |                 |                                       | 1855                | Wurtzbourg          |
| Hermann Munk                         | 1839-1912           | 4 spermatozoïdes pour 1 spermatogonie                                      | ascaride        |                                       | 1858                | Berlin              |
| Albert von Kölliker                  | 1817-1905           | Développement des techniques d'histologie                                  |                 | cytoplasme                            | 1863                | Wurzbourg           |
| Rudolf Leuckart                      | 1822-1898           | 4 spermatozoïdes pour 1 spermatogonie                                      | nématode        |                                       |                     | Leipzig             |
| Otto Bütschli                        | 1848-1920           | mitose, fécondation                                                        | nématode        | Fuseau de direction                   | 1875                | Heidelberg          |
| Eduard Strasburger                   | 1844-1912           | méiose                                                                     | gymnospermes    |                                       | 1875                | Iéna                |
| Oscar Hertwig                        | 1859-1932           | fécondation                                                                | oursin          | spermakern, eikern                    | 1876                | Berlin              |
| Hermann Fol                          | 1845-1892           | pénétration du spermatozoïde dans l'ovocyte                                | étoile de mer   | amphiaster de rebut                   | 1879                | Genève              |
| Walther Flemming                     | 1843-1905           | mitose                                                                     | salamandre      | chromatine mitose                     | 1878-1882           | Kiel                |
| August Weismann                      | 1834-1914           | non héritabilité des caractères acquis                                     | oursin          | plasma germinatif lignée germinale    | 1880 1892           | Fribourg-en-Brisgau |
| Edouard van Beneden                  | 1846-1910           | description de la méiose de l'ovocyte et du spermatocyte                   | lapin ascaride  | pronucleus mâle et pronucleus femelle | 1875 1883-1887      | Liège               |
| Theodor Boveri                       | 1862-1915           | théorie chromosomique de l'hérédité                                        | ascaride oursin |                                       | 1885-1890 1891-1910 | Munich Wurzbourg    |
| Heinrich Waldeyer                    | 1836-1921           |                                                                            |                 | chromosome                            | 1888                | Berlin              |
| Hans de Winiwarter                   | 1875-1949           | mécanismes de la méiose                                                    | mammifères      |                                       | 1901-1909           | Liège               |
| John E. S. Moore with J.B. Farmer    | 1870-1947 ?         |                                                                            |                 | synapsis méiose                       | 1892 1905           | Londres             |
| Edmund Beecher Wilson Nettie Stevens | 1856-1939 1861-1912 | Détermination du sexe par les chromosomes XY                               | homme insecte   |                                       | 1905                | New York Washington |
| Thomas Hunt Morgan                   | 1866-1945           | recombinaison génétique                                                    | drosophile      | crossover                             | 1911                | New York            |

La biologie cellulaire était apparue avec l'invention du premier microscope optique (photonique) par Antoni van Leeuwenhoek.
L'étude des microorganismes (dont les bactéries) ne devint réellement accessible qu'avec le développement d'un microscope optique composé (multilentilles) efficace vers les années 1825.
Rudolf Virchow (1821-1902), physiologiste allemand est l'auteur de l'adage « omni cellula e cellula », ou comme il le publie en 1858 dans Cellularpathologie « Là où apparaît une cellule, il doit y avoir eu une autre cellule auparavant ». « Tout animal apparaît comme la somme d'unités vitales dont chacune porte en elle tous les caractères de la vie. »
La cellule est donc une enceinte séparée de l'extérieur par une membrane capable de filtrer sélectivement les échanges.
Jusqu'au XIXe siècle, les organismes vivants étaient classés comme animaux ou végétaux selon des différences évidentes de forme et de constitution, qui dérivent de différences fondamentales dans leur mode de nutrition.

## Techniques utilisées
Selon la structure cellulaire observée et la fonction cellulaire étudiée, des procédures et des matériels très variés sont employés :
Pour la culture cellulaire : milieux de culture, contenants, incubateurs, systèmes de régulation des paramètres physico-chimiques du milieu, surfaces en contact avec les cellules, cultures adhérentes et en suspension…
Pour l'analyse de l'ADN : purification, southern blot, PCR, cytogénétique, puce à ADN (biopuce)…
Pour l'analyse de l'ARN : purification, northern blot, RT-PCR, RT-qPCR, transcription in vitro, ARN interférence, puce à ARN (transcriptomique), séquençage Sanger, séquençage à haut débit…
Pour l'analyse des protéines: purification, ELISA, immunohistochimie, western blot, co-immunoprécipitation…

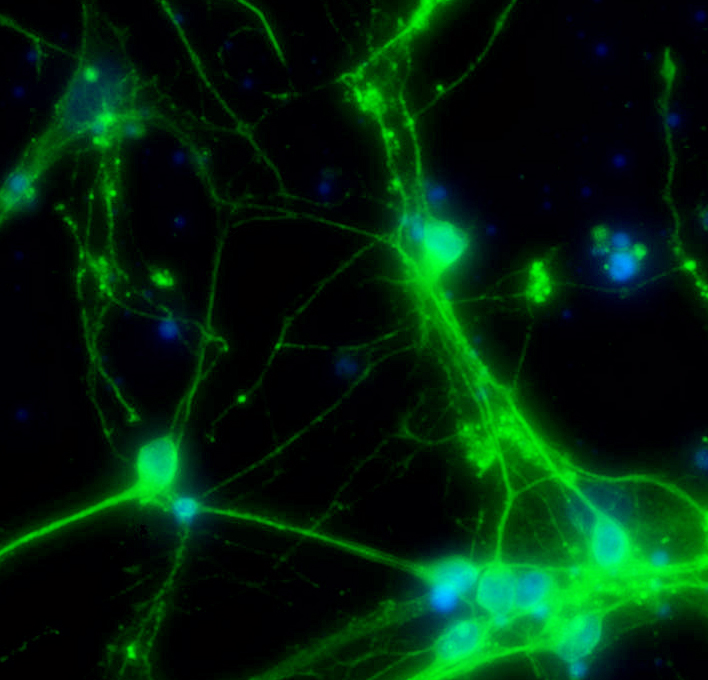
Détection de la b-III tubuline par microscopie en fluorescence de neurones mammaliennes.

Pour l'analyse des métabolites : plusieurs techniques de séparation et de détection.
Pour l'analyse des organites : purification, immunohistochimie, essais enzymatiques…
Pour l'analyse des membranes : purification, techniques spécifiques des fonctions associées (ex. patch-clamp).
Pour l'analyse du déplacement (migration, invasion, adhésion, haptotaxie…) : tests spécifiques utilisant souvent la microscopie.
Pour l'analyse de la santé cellulaire (cycle cellulaire, cytotoxicité, apoptose, génotoxicité, sénescence, stress oxydant…) : nombreux tests spécifiques.
Différents types de microscopes et de cytomètres sont utilisés pour l'analyse de la quasi-totalité des structures cellulaires listées précédemment.
Par ailleurs, d'autres techniques du domaine de l'ingénierie cellulaire peuvent être mises à profit en Biologie Cellulaire : ADN recombinant, mutagenèse, transfert de gènes, gène rapporteur, transfert de protéines, etc.